# Peltops montanus
El peltopo montano (Peltops montanus) es una especie de ave paseriforme de la familia Artamidae endémica de las montañas de Nueva Guinea.

## Distribución y hábitat
Se encuentra únicamente en la islas de Nueva Guinea.
Sus hábitat natural son los bosques húmedos tropicales de montaña.